# Председатель Совета народных комиссаров СССР

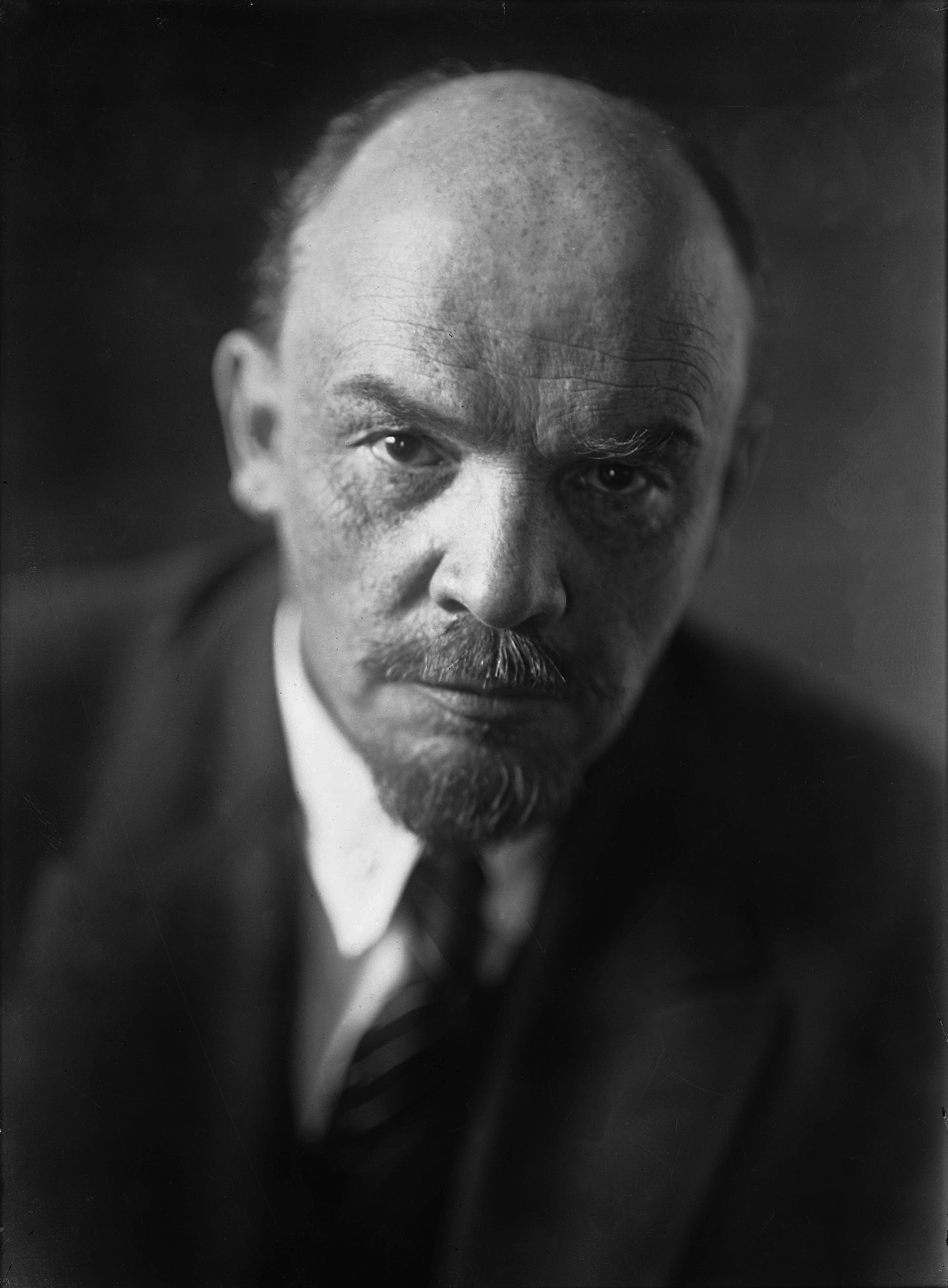
В. И. Ульянов-Ленин, первый председатель Совнаркома СССР, фото 1920 г.

Председа́тель Сове́та наро́дных комисса́ров СССР (аббр.: офиц. председатель Совнаркома СССР; председатель СНК СССР) — должность главы правительства СССР в период существования Совета народных комиссаров СССР с 6 июля 1923 года по 15 марта 1946 года. 

## История
Должность председателя Совета народных комиссаров СССР — главы исполнительного органа Центрального исполнительного комитета СССР (ЦИК СССР) — была учреждена договором об образовании Союза Советских Социалистических Республик, который вступил в силу после утверждения Первым съездом Советов на заседании 30 декабря 1922 года.

### 1923—1930 годы
Первым председателем СНК СССР был назначен Ленин на 2-й сессии ЦИК СССР 6 июля 1923 года. Председателем он был чисто номинальным, так как был уже тяжело болен. В частности, его речь была сильно нарушена.
Сменив Ленина после его смерти на посту главы правительства, А. И. Рыков активно проводил новую экономическую политику и в конце 1920-х годов выступал против её свертывания. Вместе с Н. И. Бухариным и М. П. Томским выступал против Сталина в дискуссии о коллективизации и против форсирования индустриализации, возражал против принятия пятилетней системы планирования развития экономики, чем вызывал недовольство партийной верхушки. И. В. Сталин говорил писателю М. Горькому: «Думаем сменить Рыкова, путается в ногах!», на что Рыков прямо заявил Сталину: «Ваша политика экономикой и не пахнет!» Осенью 1929 года публично признал свои «ошибки», уступив Сталину.
В 1924—1929 годы Рыков одновременно с постом главы правительства СССР занимал должность председателя Совета Народных Комиссаров РСФСР. В декабре 1930 года был смещён с поста председателя Совнаркома СССР и вскоре назначен наркомом почт и телеграфов СССР.

### 1930—1941 годы

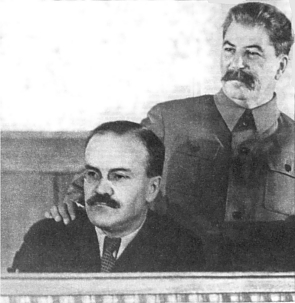
И. В. Сталин с В. М. Молотовым

Место А. И. Рыкова на посту председателя СНК СССР занял В. М. Молотов, который в этой должности находился наиболее длительный срок (более 10 лет) и совмещал пост главы правительства с другими должностями: председателя Совета Труда и Обороны, Комитета обороны, Экономического Совета при СНК СССР, а с 1939 года — наркома иностранных дел СССР. 

На [Молотова] сильно повлияло то, что он лишился опоры. Новые зампреды Совнаркома (Микоян, Булганин, Каганович, Вознесенский) были верными соратниками Сталина. Большая часть решений Совнаркома предварительно обсуждалась ближним кругом Сталина на его даче. И я точно знаю, что люди из аппарата Кагановича следили за каждым шагом Молотова и его помощников. Те, правда, вскоре начали отвечать им тем же.— из воспоминаний Михаила Смиртюкова, помощника заместителя председателя Совнаркома СССР
6 мая 1941 года Молотов был освобождён от должности председателя Совнаркома СССР, заняв пост заместителя главы правительства. Официальной причиной отставки Молотова были его многочисленные просьбы, мотивированные трудностью исполнять обязанности главы правительства наряду с исполнением обязанностей наркома иностранных дел. По мнению некоторых историков, реальными причинами отстранения Молотова от руководства правительством были личная неприязнь И. В. Сталина и решение последнего самому занять должность председателя Совнаркома СССР, чтобы сосредоточить в своих руках партийную и исполнительную государственную власти в сложной международной обстановке накануне вторжения Германии в Советский Союз.

### 1941—1946 годы
Во время Великой Отечественной войны, в период с 30 июня 1941 года по 4 сентября 1945 года, вся полнота власти в СССР принадлежала Государственному комитету обороны СССР (ГКО СССР) под руководством И. В. Сталина, который в этот период совмещал должность председателя ГКО СССР с должностями председателя Совнаркома СССР и наркома обороны. На время войны деятельность народных комиссариатов СССР была подчинена ГКО СССР, который не имел своего аппарата и полагался на административные ресурсы наркоматов.
По указу Государственного комитета обороны 15 октября 1941 года Совнарком СССР, вместе с другими органами государственной власти и управления, был эвакуирован в г. Куйбышев, однако Сталин, будучи председателем ГКО СССР и Ставки Верховного главнокомандования, остался в Москве.
В 1946 году в связи с преобразованием Совета народных комиссаров СССР в Совет министров СССР, наименование должности главы правительства СССР было изменено на «Председатель Совета министров СССР».

## Полномочия
Первым председателем Совета Народных Комиссаров был Владимир Ильич Ленин. Ленин В. И. не был «главой государства» в РСФСР, а являлся главой правительства. Организация высших органов власти, закрепленная Конституцией РСФСР 1918 года, не предусматривала в своей структуре наличие первого лица. Функции «главы государства» в РСФСР возлагались на представительные органы — Съезд Советов и ВЦИК. При этом правительство было подконтрольно и ответственно перед высшими государственными выборными коллегиальными органами — Съездом Советов и ВЦИК. Таким образом, Ленин В. И. не занимал высшей государственной должности. Находясь в руководстве партии и будучи председателем СНК, Ленин В. И. не мог принять какого-либо важного решения для жизни страны единолично, без поддержки внутри самой партии большевиков и без решения высших органов государства — Съезда Советов и ВЦИК.

## Список председателей Совнаркома СССР и их заместителей
Здесь приведены списки председателей Совета Народных Комиссаров СССР, первых заместителей и заместителей председателя Совета Народных Комиссаров СССР. Список председателей Совнаркома СССР приведен в хронологическом порядке. Для каждого председателя приведены алфавитные списки его первых заместителей и заместителей. Даты нахождения лица в должности указаны в круглых скобках.
| Правительство Ленина (1923—1924) | Правительство Ленина (1923—1924)                    | Правительство Ленина (1923—1924) |
| №                                | Председатель                                        | Заместители председателя |
| -------------------------------- | --------------------------------------------------- | --- |
| 1                                | Ленин Владимир Ильич (6 июля 1923 — 21 января 1924) | - Каменев Лев Борисович (6 июля 1923 — 16 января 1926) - Орахелашвили Мамия Дмитриевич (6 июля 1923 — 21 мая 1925) - Рыков Алексей Иванович (6 июля 1923 — 2 февраля 1924) - Цюрупа Александр Дмитриевич (6 июля 1923 — 8 мая 1928) - Чубарь Влас Яковлевич (6 июля 1923 — 21 мая 1925) |

| Правительство Рыкова (1924—1930) | Правительство Рыкова (1924—1930)                          | Правительство Рыкова (1924—1930) |  |
| №                                | Председатель                                              | Заместители председателя |  |
| -------------------------------- | --------------------------------------------------------- | --- |  |
| 2                                | Рыков Алексей Иванович (2 февраля 1924 — 19 декабря 1930) | |  |
| 2                                | Рыков Алексей Иванович (2 февраля 1924 — 19 декабря 1930) | - Каменев Лев Борисович (6 июля 1923 — 16 января 1926) - Куйбышев Валерьян Владимирович (16 января 1926 — 5 ноября 1926, 10 ноября 1930 — 14 мая 1934) - Орахелашвили Мамия Дмитриевич (6 июля 1923 — 21 мая 1925) - Орджоникидзе Григорий Константинович (5 ноября 1926 — 10 ноября 1930) - Рудзутак Ян Эрнестович (16 января 1926 — 25 мая 1937) - Цюрупа Александр Дмитриевич (6 июля 1923 — 8 мая 1928) - Чубарь Влас Яковлевич (6 июля 1923 — 21 мая 1925) - Шмидт Василий Владимирович (11 августа 1928 — 1 декабря 1930) |  |

| Правительство Молотова (1930—1941) | Правительство Молотова (1930—1941)                                   | Правительство Молотова (1930—1941) |
| №                                  | Председатель                                                         | Первые заместители председателя |
| ---------------------------------- | -------------------------------------------------------------------- | --- |
| 3                                  | Скрябин Вячеслав Михайлович (Молотов) (19 декабря 1930 — 6 мая 1941) | - Вознесенский Николай Алексеевич (10 марта 1941 — 15 марта 1946) - Куйбышев Валерьян Владимирович (14 мая 1934 — 25 января 1935) |
| 3                                  | Скрябин Вячеслав Михайлович (Молотов) (19 декабря 1930 — 6 мая 1941) | Заместители председателя |
| 3                                  | Скрябин Вячеслав Михайлович (Молотов) (19 декабря 1930 — 6 мая 1941) | - Андреев Андрей Андреевич (22 декабря 1930 — 9 октября 1931) - Антипов Николай Кириллович (27 апреля 1935 — 21 июня 1937) - Берия Лаврентий Павлович (3 февраля 1941 — 15 марта 1946) - Булганин Николай Александрович (16 сентября 1938 — 15 мая 1944) - Вознесенский Николай Алексеевич (4 апреля 1939 — 10 марта 1941) - Ворошилов Климент Ефремович (7 мая 1940 — 15 марта 1946) - Вышинский Андрей Януарьевич (31 мая 1939 — 15 мая 1944) - Землячка Розалия Самойловна (8 мая 1939 — 26 августа 1943) - Каганович Лазарь Моисеевич (21 августа 1938 — 15 мая 1944) - Косиор Станислав Викентьевич (19 января 1938 — 3 мая 1938) - Косыгин Алексей Николаевич (17 апреля 1940 — 15 марта 1946) - Куйбышев Валерьян Владимирович (10 ноября 1930 — 14 мая 1934) - Малышев Вячеслав Александрович (17 апреля 1940 — 15 мая 1944) - Межлаук Валерий Иванович (25 апреля 1934 — 25 февраля 1937, 17 октября 1937 — 1 декабря 1937) - Мехлис Лев Захарович (6 сентября 1940 — 15 мая 1944) - Микоян Анастас Иванович (22 июля 1937 — 15 марта 1946) - Первухин Михаил Георгиевич (17 апреля 1940 — 15 мая 1944) - Рудзутак Ян Эрнестович (16 января 1926 — 25 мая 1937) - Сабуров Максим Захарович (10 марта 1941 — 15 мая 1944) - Чубарь Влас Яковлевич (24 апреля 1934 — 4 июля 1938) |

| Правительство Сталина (1941—1946) | Правительство Сталина (1941—1946)                       | Правительство Сталина (1941—1946) |
| №                                 | Председатель                                            | Первые заместители председателя |
| --------------------------------- | ------------------------------------------------------- | --- |
| 4                                 | Сталин Иосиф Виссарионович (6 мая 1941 — 15 марта 1946) | - Вознесенский Николай Алексеевич (10 марта 1941 — 15 марта 1946) - Молотов Вячеслав Михайлович (16 августа 1942 — 15 марта 1946) |
| 4                                 | Сталин Иосиф Виссарионович (6 мая 1941 — 15 марта 1946) | Заместители председателя |
| 4                                 | Сталин Иосиф Виссарионович (6 мая 1941 — 15 марта 1946) | - Берия Лаврентий Павлович (3 февраля 1941 — 15 марта 1946) - Булганин Николай Александрович (16 сентября 1938 — 15 мая 1944) - Ворошилов Климент Ефремович (7 мая 1940 — 15 марта 1946) - Вышинский Андрей Януарьевич (31 мая 1939 — 15 мая 1944) - Землячка Розалия Самойловна (8 мая 1939 — 26 августа 1943) - Каганович Лазарь Моисеевич (21 августа 1938 — 15 мая 1944, 20 декабря 1944 — 15 марта 1946) - Косыгин Алексей Николаевич (17 апреля 1940 — 15 марта 1946) - Маленков Георгий Максимилианович (15 мая 1944 — 15 марта 1946) - Малышев Вячеслав Александрович (17 апреля 1940 — 15 мая 1944) - Мехлис Лев Захарович (6 сентября 1940 — 15 мая 1944) - Микоян Анастас Иванович (22 июля 1937 — 15 марта 1946) - Молотов Вячеслав Михайлович (6 мая 1941 — 16 августа 1942) - Первухин Михаил Георгиевич (17 апреля 1940 — 15 мая 1944) - Сабуров Максим Захарович (10 марта 1941 — 15 мая 1944) |